# 圆萼柿
圆萼柿（学名：Diospyros metcalfii）为柿科柿属下的一个种。

## 扩展阅读
- 維基物種上的相關：圆萼柿